# Etta Palm d'Aelders
Etta Lubina Johanna Aelders, conocida como Etta Palm y también como la baronesa de Aelders, (Groninga, abril de 1743 - La Haya, 28 de marzo de 1799) fue una cortesana, espía y feminista holandesa que se implicó en la Revolución francesa. 
Creó el primer círculo exclusivamente femenino de la historia de Francia, la Sociedad Patriótica y de Beneficencia de las Amigas de la Verdad.

## Biografía

### Antes la Revolución
Etta Lubina Johanna Aelders nació en el seno de una familia burguesa de Groninga. Era la hija de Jacob Aelders van Nieuwenhuys, negociante y prestamista y de Agatha Petronella de Sitter. Cuando murió su padre en 1759, su madre asumió los negocios lo que le permitió a Etta una buena educación. Mientras desarrolla sus estudios conoce a Christian Palm, hijo de un fiscal de Arnhem con el que se casa en 1762. Fue un matrimonio desgraciado en el que Etta perdió una hija con pocos meses y su marido la abandonó.
En 1767, se instaló en Ámsterdam donde mantiene relaciones con un patriota holandés, Jan Munniks, que es nombrado cónsul en Mesina. De camino a Mesina, en 1773, cae enferma y se instala en París en un piso cercano al Palacio Real y se convierte en cortesana. 
Haciéndose llamar "baronesa de Aelders", frecuentó los salones y círculos sociales.
Paralelamente, se compromete en una intensa actividad de « corresponsal oficiosa » - espía - que no cesará hasta 1792. Se puso al servicio incluso a menudo de intereses antagonistas, Países Bajos, Prusia, Francia. Así, a su llegada a Francia, está pagada para informar al estatúder sobre la diplomacia francesa. Desde 1774, tiene como protector al conde de Maurepas y los servicios secretos franceses la reclutan para una misión de espionaje en La Haya en 1778 con el fin de « informarse » de la situación ante la eventualidad de una guerra franco-inglesa.
Con el dinero recibido regresó a París a un piso más grande en la Rue Favard, donde creó su propio salón cada vez más frecuentado por políticos e intelectuales. Allí se reunían exiliados de Holanda y revolucionarios prominentes como Jean Paul Marat, Georges Chabot y Basire. Etta informaba al gobierno de su país sobre los acontecimientos de París. En "La Révolution et les étrangers. Cosmopolitisme et défense national" (1918) Albert Mathiez la describió poniendo de manifiesto el poder de manipulación de "la baronesa" entre los dirigentes revolucionarios logrando que Marat consagrara tres artículos a desprestigiar a los patriotas holandeses exiliados en París. También destacó su audacia cuando logró hacerse pagar informes periódicos por el ministerio de relaciones exteriores francés desde 1792 mientras continuaba pagada por el Gran Pensionado holandés van de Spiegel.

### Bajo la Revolución
Durante la Revolución Francesa, desplegará una importante actividad a favor de la emancipación de las mujeres y de la igualdad entre hombres y mujeres. Además de continuar su actividad en el salón de la Rue Favard se implicó en sociedades patrióticas mixtas, como la Sociedad fraternal de uno y otro sexo (1790) o la Sociedad Patriótica de Amigos de la Verdad (1790). En marzo de 1791 decidió crear una sociedad a la que sólo pudieran asistir mujeres y fundó la Sociedad Patriótica y de Beneficencia de las Amigas de la Verdad para reivindicar la igualdad entre los sexos. 

### Feminismo
Etta Palm de Aelders es una de las pocas mujeres que desarrollaron una acción política directa. El 30 de diciembre de 1790, leyó ante el Círculo Social un discurso titulado "Sobre la injusticia de las Leyes en favor de los Hombres a costa de las Mujeres".
Los textos de Etta Palm son abiertas impugnaciones de las arbitrariedades sobre las que se funda la desigualdad entre varones y mujeres; reclama que se destruyan "los bastiones de los prejuicios, tal vez más peligrosos, porque son más nocivos para la felicidad general"; y, también, que "las leyes sean comunes a todos los seres, como el aire y el sol" . Desestima que las diferencias de constitución sean un fundamento legítimo de la desigualdad; este aspecto -también observado por Condorcet cuando se pregunta: "¿Por qué seres expuestos a embarazos y a indisposiciones pasajeras no podrían ejercer derechos de los que jamás se imaginó privar a los hombres que tienen gota todos los inviernos y que se resfrían fácilmente?" - constituye uno de los más notables argumentos para desbaratar el pensamiento sexista; privadas de su supuesta base biológica, las ideas que promueven la exclusión de las mujeres quedan expuestas como meros prejuicios, como residuos de tiempos más oscuros.
Reivindica la posibilidad para las mujeres de intervenir en la vida política e intenta federar las sociedades fraternales y los movimientos políticos femeninos de Burdeos, de Alès y de Creil.
En marzo de 1791 creó la Sociedad Patriotiótica y de Beneficencia de las Amigas de la Verdad, círculo femenino de la sociedad masculina del mismo nombre, la Sociedad patriótica de los Amigos de la Verdad (Círculo Social).
El 1 de abril de 1792 Etta Palm de Aelders acompañada de un grupo de mujeres intervino en la Asamblea Nacional. Reivindicó para las mujeres, el derecho a la educación, la mayoría de edad a los 21 años, la libertad política, la igualdad de derechos, la ley de divorcio.
Tras su intervención desapareció de la escena pública francesa. Regresó a Holanda donde intentó la formación de clubes femeninos a imagen de los franceses, firmando el llamamiento como "Vriendinne van de waarheid".

### Regreso a Holanda
En 1795 las fuerzas revolucionarias francesas invadieron Holanda y Palm se convirtió en sospechosa por parte de los revolucionarios holandeses al intentar negociar la paz que evitase la invasión de Holanda.
Etta fue detenida acusada de orangista y encarcelada en la fortaleza de Woerden donde estuvo recluida tres años. La cárcel hizo mella en su salud. Cuando fue liberada a finales de 1798 cayó enferma y murió poco después, el 28 de marzo de 1799.

## Citas
- « Señores, (...)si [la Naturaleza] os dio un brazo más nervioso, ella nos hizo vuestras iguales en fuerzas morales, y vuestras superiores tal vez por la vivacidad de la imaginación, por la delicadeza de los sentimientos, por la resignación en los reveses, por la firmeza en los dolores, la paciencia en el sufrimiento, finalmente en generosidad de alma y celo patriótico, y si estas calidades naturales estaban fortalecidas por una educación esmerada, por el apoyo de vuestros sufragios, por las recompensas públicas, no temo de decirlo, nuestro sexo superaría a menudo al vuestro. ».

## Obras
- Sur l´injustice des Loix en faveur des Hommes, aux dépens de Femmes, en The French Revolution and Human Rights: A Brief Documentary History, traducido al inglés, editado y con la introducción de Lynn Hunt (Bedford/St. Martin's: Boston/New York), 1996, 122–23.
- Appel aux Francoises sur la régénération des mœurs, et nécessité de l'influence des femmes dans un gouvernement libre, Imprenta del Círculo Social, probablemente impresa en julio de 1791. Facsímile en: Les femmes dans la révolution Française, T. 2, Paris, Edhis, 1982 et sur Gallica